# 17656 Hayabusa
17656 Hayabusa este un asteroid din centura principală de asteroizi.

## Descriere
17656 Hayabusa este un asteroid din centura principală de asteroizi. A fost descoperit pe 6 noiembrie 1996 la Chichibu de Naoto Satō. Asteroidul prezintă o orbită caracterizată de o semiaxă mare de 2,81 ua, o excentricitate de 0,08 și o înclinație de 3,5° în raport cu ecliptica.